# Amolops aniqiaoensis
Amolops aniqiaoensis е вид жаба от семейство Водни жаби (Ranidae).

## Разпространение
Видът е разпространен в Китай.